# 仙狩 (荒巻義雄 艦隊シリーズ)
仙狩（せんしゅう）は、架空戦記『紺碧の艦隊』に登場する架空の対潜哨戒機。この『仙狩』の名は『仙＝潜水艦を狩る』ということに由来していると見られる。なお、本項では改良型である仙狩改（せんしゅうかい）についても扱う。

## 特徴
後世日本海軍では、航空戦艦や航空巡洋艦の建造に着手すると同時にその運用面についての討議が紺碧会を中心として行われた。
その結果生まれた本機の「設計思想」は、「艦載機でありながら、敵前面において『海上』ないし『湖沼等』にも離着水可能」という新思考であった。
高翼単葉機として翼面上に双発ターボプロップを搭載したこの機体は低速性能に優れ、航空母艦（航空戦艦、航空巡洋艦も同様）においての運用だけでなく、機首引き上げ式前脚、主脚兼用となる白鳳同等の翼下格納型水中翼、舟胴型の飛行艇に比べて乏しい浮力を補うための翼端フロートを装備しているため水上機としての運用が可能となっている。
とりわけ、この機体が配備される以前から後世独海軍Uボートの脅威は前世以上であり、この機体を初めとする『対潜哨戒機』の役割は陸上基地からのエアーカバーが困難な大洋を渡る艦隊護衛において、非常に重要であった。

### 諸元(コミック版)
- 全長:20.5m
- 全幅:21.5m
- 自重:8670kg
- 最高時速:415km/h[1]
- 乗員:3名、直列3座型（機長、対潜探知員、通信・航法・電探員[2] ）

### 装備(上に同じ)
- KMX-III型水中磁気探知機:一式
- 水中聴音機:一式
- 航跡（ウェイキー）測定式潜水艦赤外線探知機:一式
- 対潜爆雷、航空機用誘導短魚雷（有線式など）

## OVA
独新鋭潜拿捕の描写は無くなってしまったが、アンダマン海防衛艦隊所属の東郷対潜駆逐戦隊による『艦隊車懸かり戦法』において旗艦『東光』より飛び立った仙狩部隊は、独群狼戦隊の指揮艦撃沈や敵潜の位置特定と駆逐戦隊の誘導、対潜駆逐にと縦横無尽に活躍した。
コミックでは機体底部の投下ハッチから落とされていたのか、対戦攻撃時に爆雷を投下している絵があったが、OVAでは『航空機搭載型爆雷』が機体とエンジンの間の主翼下に懸架されていた事が描写されている。

## 仙狩改
仙狩改は、架空戦記『旭日の艦隊』に登場する双発の架空の対潜哨戒機。上記『仙狩』の改修型ではあるモノの、水陸両用の艦載機であった『仙狩』と異なり一回り小型の艦載専用機となっている。コミック版での外観は、前世ロッキード社製『P-2 ネプチューン』とイングリッシュ・エレクトリック社製『キャンベラB.Mk.2』をミックスして日本軍機化したようなデザインである。
対潜哨戒機「雲電」の後継として『理性の術策』作戦に合わせて司令直衛艦隊防空軽空母『尊氏』に新規配属された。

### 諸元(原作版)
- 全長:12.01m
- 全幅:15.08m
- 自重:8670kg
- 最高時速:790km/h
- 乗員:2名

### 装備(上に同じ)
- 30mm機関砲:6門
- KMX-V型水中磁気探知機:一式
- ソノブイ
- 航跡（ウェイキー）測定式潜水艦探知機『天眼』[4]
- 対潜爆雷、誘導短魚雷
  - 搭載量
    - 爆装時:1000kg
    - 雷装時:1400kg